# الكسوف، أو مغازلة الشمس والقمر
الكسوف، أو مغازلة الشمس والقمر (بالفرنسية: L'éclipse du Soleil en pleine lune)‏ هو فيلم فرنسي صامت أنتج عام 1907 للمخرج جورج ميلييه.

## القصة
يلقي أستاذ في علم الفلك محاضرة حول حدوث كسوف وشيك للشمس. يندفع الطلاب إلى برج المراقبة ليشهدوا الحدث، الذي يضم مجسمًا للشمس والقمر معًا. يلعق القمر والشمس شفاههما تحسباً مع حلول الخسوف، وحيث بلغا ذروتهما في لقاء رومانسي بين جرمين سماويين. الأجرام السماوية المختلفة، بما في ذلك الكواكب والأقمار، معلقة في سماء الليل؛ تم تصوير زخة شهب باستخدام الأشكال الشبحية للفتيات. أستاذ علم الفلك، مصدومًا من كل ما شاهده، ينهار من برج المراقبة. لحسن الحظ، سقط في برميل مطر، وقام طلابه بإحيائه.

## الرموز
تمت ملاحظة الكسوف بسبب رمزيته الجنسية العلنية.  تفترض كريستين كورنيا أن الموضوع الأساسي للفيلم، وهو صراع المنطق العلمي مع الرغبة الجنسية، كان واضحًا أيضًا في أفلام ميلييه السابقة رحلة إلى القمر والرحلة المستحيلة ، وسيصبح بارزًا في العديد من أفلام الخيال العلمي اللاحقة. 
وصف بعض العلماء، الذين يفسرون الشمس والقمر على أنهما ذكور، «الكسوف» الإيروتيكي بأنه تصوير مبكر للمثلية الجنسية في السينما،   مع قمر «مخنث» يغريه «رجل شيطاني» شمس.  على النقيض من ذلك، يصف كتالوج أفلام ميلييه الاتصال بمصطلحات مغايرة للجنس، مشيرًا إلى المشاركين على أنهم «الرجل في الشمس» و «ديانا اللطيفة» واستخدام الضمائر الملائمة. يصف الناقد السينمائي ويليام ب. باريل مشهد التودد هذا بأنه «مقطع كوميدي يستحق إرنست لوبيتش في أفضل حالاته... إحدى أعظم لحظات الكوميديا الصامتة».

## الإنتاج
يظهر ميلييه في الفيلم كأستاذ، مع الممثل مانويل كمشرف على الفصل ومادموزيل بودسون كمذنب. بعض المشاهد في The Eclipse صنعت في الأصل من قبل ميلييه لفيلم تم تكليفه بعرض مسرحي في قاعة الموسيقى في باريس، لا سيجال. 
تم إنشاء المؤثرات الخاصة في الكسوف مع الآلات المرحلة، الألعاب النارية، التوصيلات الاستبدال، التراكب، يذوب، المتداول مشهد، وعارضة أزياء لسقوط أستاذ. 